# Phragmacossia
Phragmacossia is een geslacht van vlinders uit de familie van de Houtboorders (Cossidae). De wetenschappelijke naam van het geslacht is voor het eerst gepubliceerd in 1924 door Karl Schawerda.
De typesoort is Phragmataecia reticulata Püngeler, 1900

## Soorten
- Phragmacossia ariana (Grum-Grshimailo, 1899)
  - = Zeuzera ariana Grum-Grshimailo, 1899
  - = Phragmatoecia reticulata Püngeler, 1900
- Phragmacossia bandeamiri Yakovlev, Pljustch, Skrylnik & Pak, 2015
- Phragmacossia brahmana Yakovlev, 2009
- Phragmacossia dudgeoni (Arora, 1974)
  - = Phragmataecia dudgeoni Arora, 1974
- Phragmacossia fansipangi Yakovlev & Witt, 2009
- Phragmacossia furiosa (Sheljuzhko, 1943)
- Phragmacossia ihlei (Yakovlev, 2008)
- Phragmacossia kiplingi Yakovlev, 2011
- Phragmacossia laklong Yakovlev, 2014
- Phragmacossia libani Daniel, 1933
- Phragmacossia micromaculata Yakovlev, 2009
- Phragmacossia minos Reisser, 1962
- Phragmacossia paghmana Daniel, 1963
- Phragmacossia territa (Staudinger, 1879)
- Phragmacossia tigrisia Schawerda, 1924